# Jan Luitzen

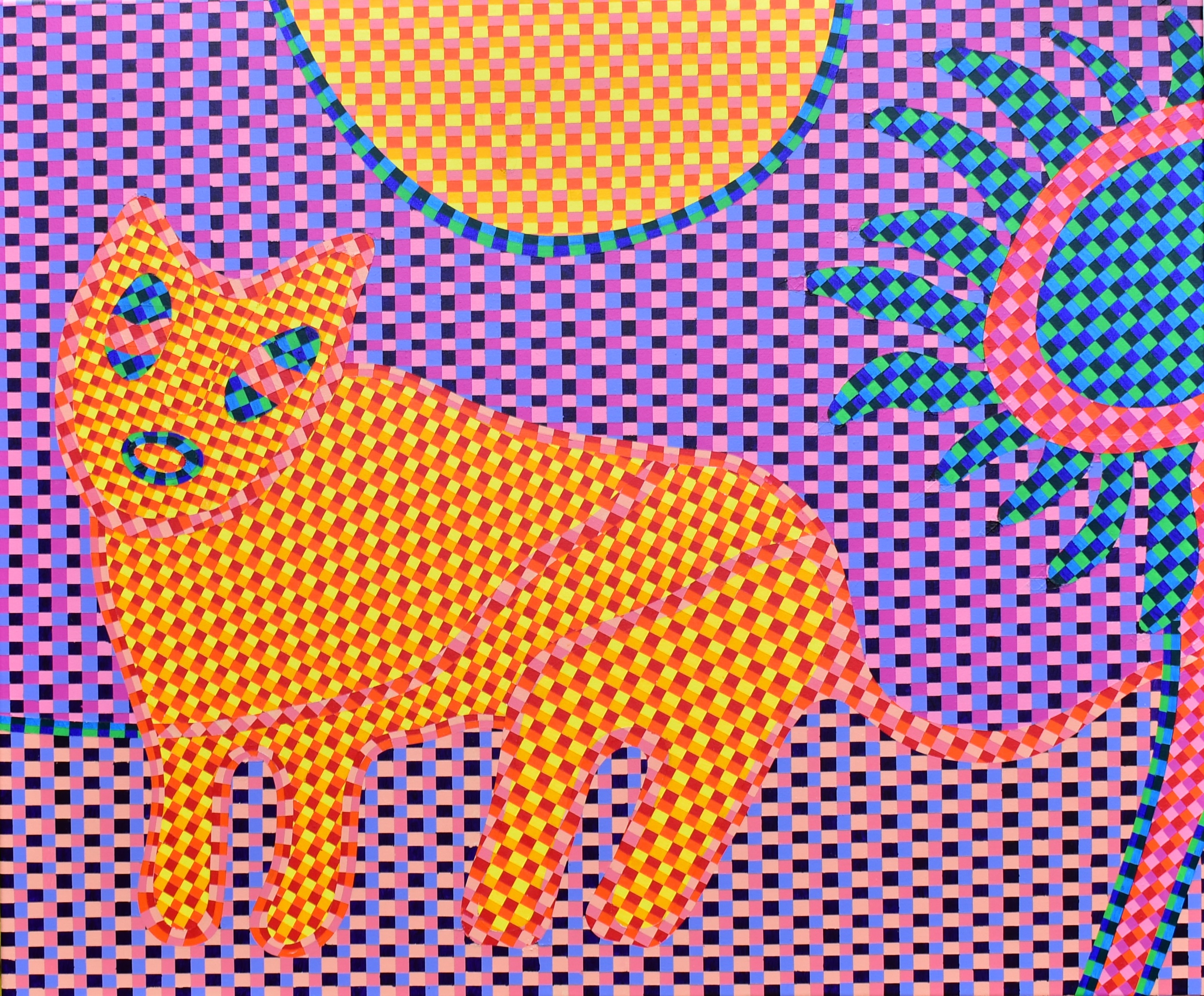
Back to Cobra 1, 2021, acryl op linnen, 100 × 120 cm.

Jan Luitzen (Amsterdam, 23 november 1960) is een Nederlandse schrijver, journalist, schilder en docent. Na aanvankelijk in aansluiting op zijn militaire diensttijd (waar hij als officier bij de School Militaire Inlichtingendienst Russisch leerde) een zakelijke carrière als salesmanager te zijn begonnen, startte hij nog tijdens deze periode met het schilderen van grote popart-achtige schilderijen. Sinds zijn ontslagname uit het bedrijfsleven in 1993 wisselt hij periodes van het schrijven van boeken en artikelen af met schilderen van acryldoeken. Ondertussen geeft hij ook les als docent Schrijven en Kwalitatief Onderzoek aan de faculteit Gezondheid, Sport en Bewegen van de Hogeschool van Amsterdam. Op 23 november 2020 promoveerde de als taalkundige aan de VU in Amsterdam afgestudeerde Luitzen aan de Radboud Universiteit in Nijmegen op een cultuur-historisch proefschrift over de introductie en verspreiding van cricket, voetbal en lawntennis in Nederland in de negentiende eeuw, en de rol daarbij van de elitaire jongenskostschool Noorthey.

## Biografie

### Schildersperiode
Luitzen begon in 1990 onder de naam ‘Vries’ en/of ‘Jan de Vries’ grote popart-achtige schilderijen te maken, nadat hij in 1986 was afgestudeerd als taalkundige aan de VU in Amsterdam en vervolgens na zijn militaire diensttijd in 1988 in eerste instantie voor een commerciële loopbaan had gekozen. Het werd het begin van een succesvolle schildersperiode die voortduurde tot 1998, waarin hij diverse malen solo exposeerde, onder meer in galerie Reflex te Amsterdam, galerie Année te Haarlem en galerie Anton Gidding in Den Haag. Hij verwierf in die periode de bijnaam 'de Nederlandse Roy Lichtenstein'.
Sinds 1992 maken schilderijen van zijn hand deel uit van verschillende groepstentoonstellingen, onder andere bij galerie Contempo in Rotterdam, galerie de Keerder Kunstkamer in Cadier en Keer en galerie Living Art in Amsterdam. Luitzen creëerde in twee grote bedrijfsruimtes mozaïek-achtige muurschilderingen van 4,95 × 2,60 m. In 1994 schilderde hij een felgekleurd decorstuk van 5,33 × 2,95 m voor de jeugdmusical Starring Peter van Frank Sanders en Jos Brink.
Van 1994 tot 1996 was hij opgenomen in de jaargids 100 jonge Nederlandse schilders en werd zijn naam vermeld bij de Toonaangevende kunstenaars.

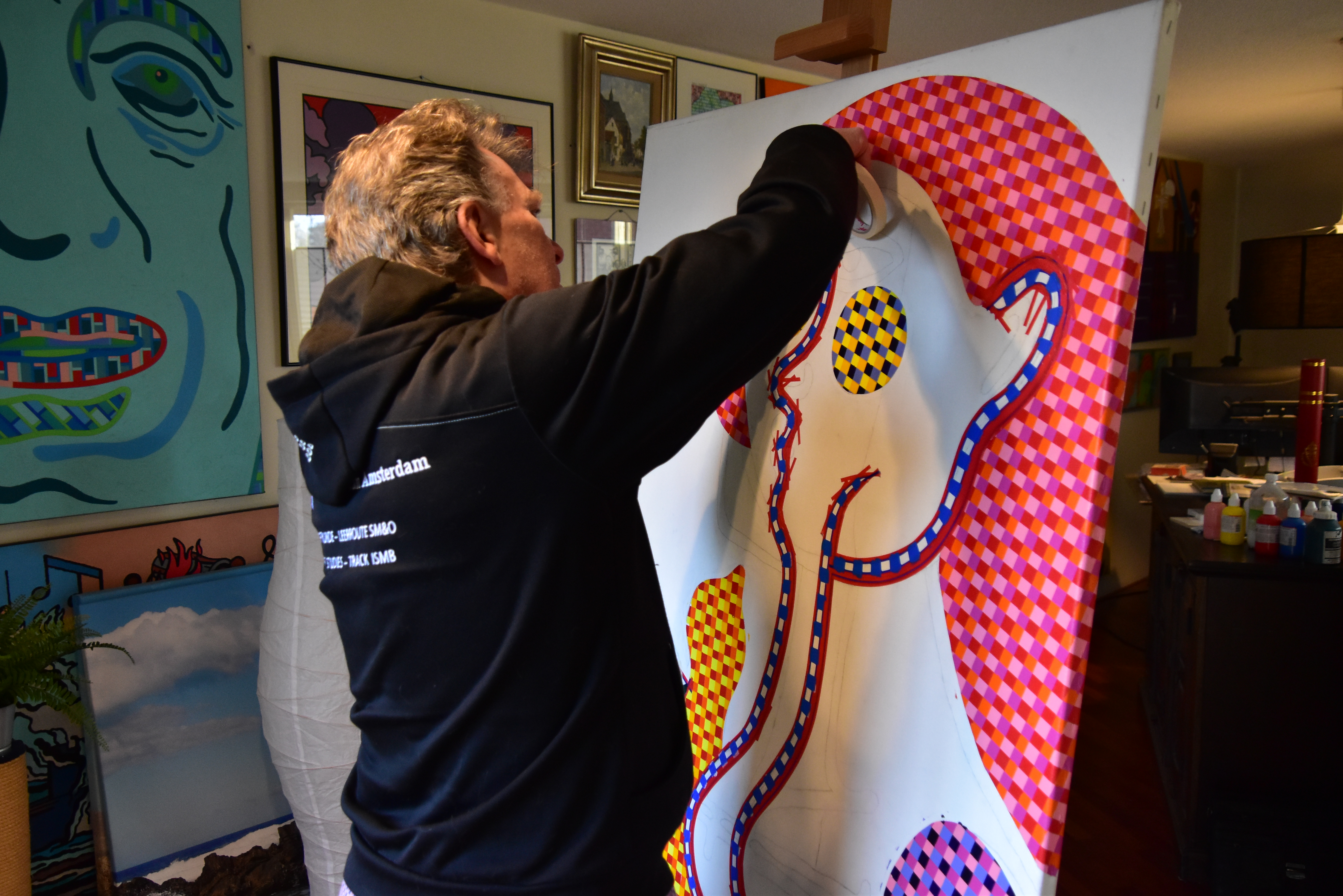
Jan Luitzen in zijn studio, werkend aan een in 2023/2024 voltooid schilderij. Fotograaf: Wilco de Vries.

Tussen 1998 en 2020 – de periode waarin hij zijn schrijverschap de vrije loop liet – heeft het schilderen stilgelegen. Nog steeds worden reeksen schilderijen uit het tijdsbestek 1992-1998 aan het bedrijfsleven verhuurd en verkocht, via Kunstuitleen.nl en Kunst.nl. Na het voltooien van zijn proefschrift begin 2020 heeft Luitzen het schilderen weer opgepakt, met als resultaat pointillistische ‘mozaïek’-acryldoeken van 1.00 × 1.20 meter, en groter.

### Docent
Luitzen is daarnaast tussen 1996 en 2004 docent communicatie en Nederlands geweest aan de faculteit Gedrag & Maatschappij van de Ichthus Hogeschool (de tegenwoordige Hogeschool Inholland) te Rotterdam. Ook was hij tussen 2003 en 2017 lid van de Landelijke Commissie HSAO/HBO voor het maken van toelatingsexamens, verantwoordelijk voor de component Nederlands.
Sinds oktober 2009 geeft Jan Luitzen les als docent Zakelijk Schrijven en Kwalitatief Onderzoek aan de Hogeschool van Amsterdam, bij Sport, Management & Ondernemen (SM&O) en International Sport Management & Business (ISMB), opleidingen die samen met de Academie voor Lichamelijke opvoeding (ALO) en Voeding & Diëtetiek onderdeel zijn van de faculteit Gezondheid, Sport en Bewegen. Verder is hij daar actief als studentencoach, medewerker van het Stagebureau en voorzitter van de Examencommissie.

### Schrijver-journalist-redacteur
Na 1998 heeft Luitzen zich toegelegd op schrijven, en – als afgeleide daarvan – op redactiewerk. Allereerst verschenen er bij Uitgeverij Querido twee romans van zijn hand, te weten Koningsoffer (1998) en Opportunist (2002), waarna hij zich vooral richtte op sportjournalistiek werk en het schrijven van sportboeken, met in 2010 een uitstapje als biograaf van Max Tailleur, de koning van de witz. Van 2004 tot en met 2009 was Luitzen columnist en recensent van sportboeken voor het Friesch Dagblad. Samen met Mik Schots maakte hij Tovenaars in Oranje, Oranje magie en de biografie Wie is Johan Cruijff. Insiders duiden het orakel (2007). Met Ed van Eeden was Luitzen samensteller van De Literaire Scheurkalender (vier edities, van 2004 tot en met 2007) en van De Sportkalender (vier edities, van 2007 tot en met 2010), terwijl hij samen met Ad van Liempt oprichter en redacteur was van het halfjaarlijks verschijnende onderzoeksjournalistieke sportboek Achilles. In november 2008 won het Achilles 02-verhaal Lijden in een oorlog zonder kogels, geschreven door Marcel Rözer, de Hard Gras Prijs voor het beste sportjournalistieke verhaal van 2008.
Van Achilles verschenen tussen 2007 en 2010 vier reguliere sportverhalenedities (voorloper Tussenstand niet meegerekend) en vier specials: over 50 jaar Studio Sport, over boksen, over schaatsen en over sport tijdens de Tweede Wereldoorlog. Na inhoudelijke onenigheid verbrak de redactie van Achilles in oktober 2010 de samenwerking met uitgeverij L.J. Veen.
In 2012 pakte Luitzen de samenwerking met Ad van Liempt weer op. Dat resulteerde in november van dat jaar in het verschijnen van het eerste deel van een nieuwe serie sportgeschiedenisboeken, getiteld Sportlegendes.
Tussen 2014 en 2021 was Luitzen redacteur van het sporthistorisch magazine de SPORTWERELD, samen met Wim Zonneveld, Marnix Koolhaas en Pascal Delheye. Dit tijdschrift verscheen vier keer per jaar en bevatte academische en journalistieke artikelen, boekbesprekingen, aankondigingen en ander nieuws over de geschiedenis en achtergronden van de sport.

### Sportwoordenboeken

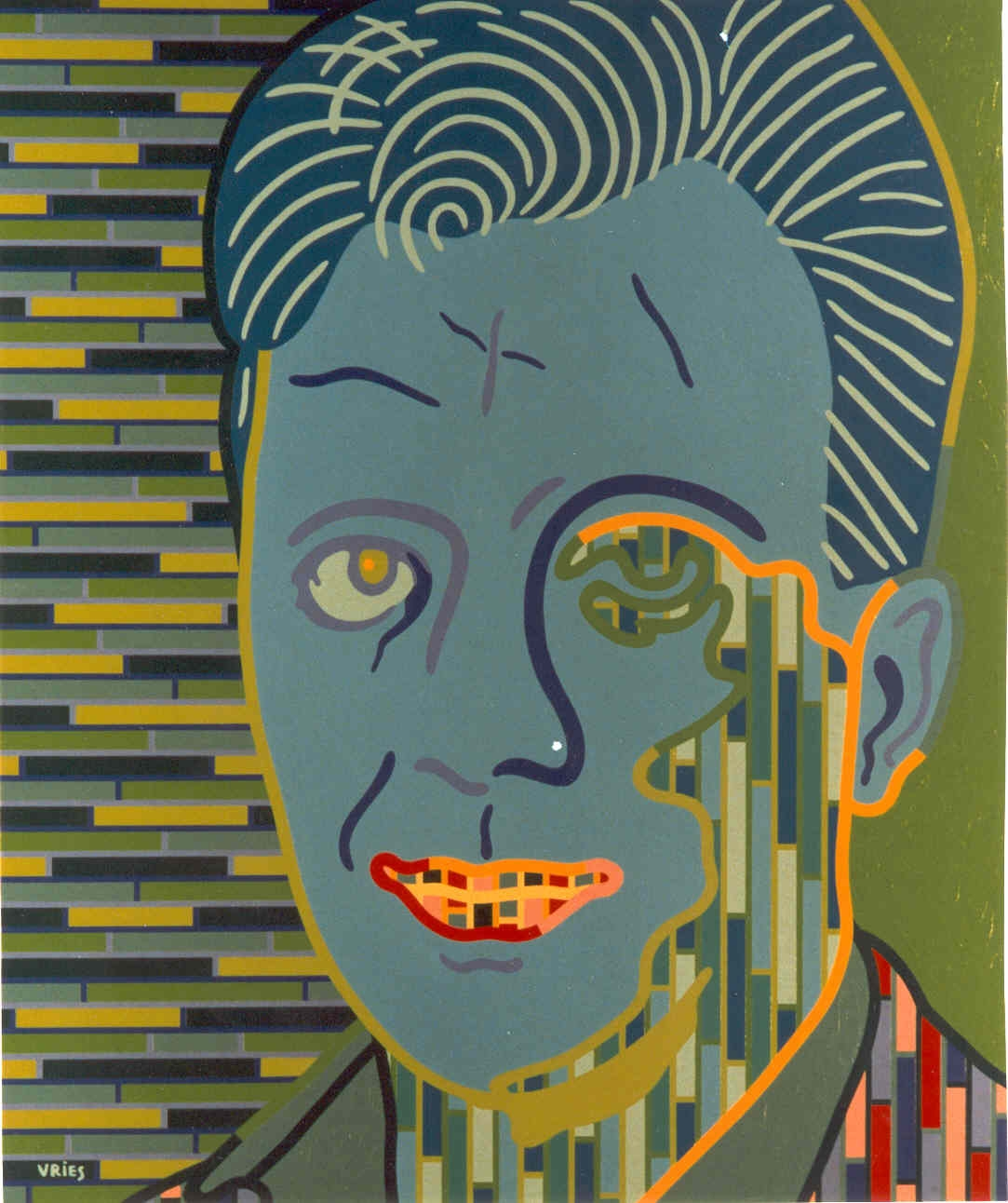
Face II uit 1996, acryl op linnen, 120 × 100 cm

Van 2007 tot en met 2009 was Jan Luitzen betrokken bij een project voor Uitgeverij Van Dale, waarvoor hij een reeks sportwoordenboeken samenstelde: het Van Dale Atletiek- en turnwoordenboek (met ruim 2000 woorden en termen uit atletiek, gymnastiek, turnen, fitness en krachtsport), het Van Dale wielersportwoordenboek en het golfsportwoordenboek. Gepland waren om nog te verschijnen het denksportwoordenboek (schaken, dammen, bridge en go), het voetbalsportwoordenboek en een aantal thematische delen over vechtsport, watersport, wintersport, zaalsport, veldsport en spelsport. Maar begin 2010 is het project door Uitgeverij Van Dale 'on hold' gezet vanwege de sterk teruggelopen belangstelling van het publiek voor woordenboeken.

### Dissertatie, artikelen, (inter)nationale academische papers en boeken
Tussen 2015 en 2020	was Jan Luitzen als buitenpromovendus verbonden aan de Radboud Universiteit in Nijmegen, ondersteund door een promotiebeurs voor leraren van de Nederlandse Organisatie voor Wetenschappelijk Onderzoek (NWO). Met als promotoren prof. dr. Marjet Derks en prof. dr. Nicoline van der Sijs schreef hij een cultuurhistorisch proefschrift, getiteld Engelsch moest het zijn. Een cultuurhistorische analyse van de introductie van cricket, voetbal en lawntennis in Nederland en de rol daarbij van jongenskostschool Noorthey en haar alumni, 1820-1886.
Tussen 2015 en 2025 presenteerde Jan Luitzen de uitkomsten van zijn academisch onderzoek tijdens internationale sporthistorische conferenties in binnen- en buitenland. Paperpresentaties hield hij bij de conferenties van de North American Society of Sport History in Miami (2015), Atlanta (2016), Fullerton (2017) en Winnipeg (2018), bij de conferentie van de International Society for the History of Physical Education and Sport in Parijs (2016), tijdens de conferentie van de Australian Society of Sport History in Bathurst (2019) en tijdens conferenties van de International Football History Conference (‘Footycon’) in Manchester (2017, 2019 en 2021),  Glasgow (2023) en Belfast (2025).
Op 23 november 2020 verdedigde Luitzen zijn proefschrift succesvol in een vanwege de corona-tijd slechts gedeeltelijk gevulde aula van de Radboud Universiteit, waarna hem de bul werd uitgereikt en hij de titel 'doctor' mag voeren. Van zijn dissertatie verscheen tegelijkertijd een ingekorte handelseditie onder de titel Vivat! Vivat Noorthey! Een cultuurhistorisch onderzoek naar de introductie van cricket, voetbal en lawntennis. Voor het boek was in de landelijke media aandacht met paginagrote artikelen in onder meer de Volkskrant, Trouw, Het Parool, de Leeuwarder Courant en de Provinciale Zeeuwse Courant.
Als schrijver bracht Luitzen samen met Mik Schots in 2022 een tweede boek uit over Johan Cruijff, getitel Nooit iets doen op de normen van een ander. De binnenwereld van Johan Cruijff. 14 waarheden in zijn eigen woorden. Maar sinds zijn promotie in 2020 is hij vooral op academisch gebied actief en heeft hij samen met Wim Zonneveld tientallen artikelen in stadsjaarboeken en heemkundige tijdschriften gepubliceerd over de vroegste geschiedenis van het cricket, voetbal en lawntennis in Nederland.
Samen met Wim Zonneveld schreef Luitzen in 2025 het boek Textielvoetbal. E.F.C. Prinses Wilhelmina. De vlegeljaren 1885-1900. Dit boek beschrijft de periode 1885-1900, van oprichting tot succes, als de biografie van de start en vroegste tijden van een voetbalclub. Het vertelt het verhaal van voetbalenthousiaste Enschedese jongens in hun 'vlegel'-jaren, waarbij hun achtergrond, doorzettingsvermogen, spelplezier en prestaties centraal staan. Vrijwel al deze jongens kwamen uit bekende textielfamilies zoals Van Heek, Blijdenstein, Jannink, Beltman en Ten Cate.

### Overige (media)activiteiten
Luitzen trad in januari 2013 als 'Jan de Boekenslachter' op tijdens de tweede reeks van zeven afleveringen van het VARA-televisieprogramma Bureau Sport, waarin hij live boeken digitaliseerde en op basis van zijn digitale boekenarchief (bestaande uit meer dan 10000 sport- en taalboeken en naslagwerken) anekdotes uit de sportgeschiedenis vertelde. Verder is Luitzen met zijn digitale sportboekenarchief als incidentele researcher verbonden aan het NOS/NTR-programma Andere Tijden Sport.

### Trivia
Jan Luitzen is getrouwd en heeft twee dochters, geboren in 1997 en 1999.